# Hato Viejo (San Antonio de Guerra)
Hato Viejo es un distrito municipal ubicado en la parte este de la provincia Santo Domingo, República Dominicana, perteneciente al municipio San Antonio de Guerra, se caracteriza por tener una de las principales fuentes de agua potable de todo Santo Domingo Este: además es un importante productor de caña de azúcar, y es el lugar en donde se encuentra la federación dominicana de esquiadores, antiguo Catalina Water Skit laker.

## Historia
La fundación de Hato Viejo como comunidad tiene lugar en el siglo XIX, alrededor del año 1847, con los primeros pobladores de la zona. Entre estos primeros pobladores hubo un hombre al que se considera el fundador de Hato Viejo, Juan Concepción, una figura emblemática que desde su llegada se enfocó en buscar el desarrollo para su comunidad. El nombre Hato Viejo lo poseían estas tierras antes de la llegada de Juan Concepción, por ser siembras de cañas un poco abandonadas.
Juan Concepción además de ser fundador de Hato Viejo, se le conoce como profeta, por la predicción sobre el desarrollo que iba a experimentar esas tierras en las cuales él y su familia habían decido residir. También a Juan Concepción se le conoce como fundador de la iglesia católica en Hato viejo, que actualmente cuenta con una parroquia y 3 capillas.
En el gobierno de Rafael Leónidas Trujillo se construyó la primera escuela en Hato Viejo, la cual fue de desarrollo para muchos niños de esa época. La principal fuente de ingresos de Hato Viejo para ese entonces era la caña de azúcar y las siembras en «conucos». Otro hecho que marcó la historia del distrito fue la construcción de la carretera, con material de caliche, durante el gobierno de Joaquín Balaguer. El transporte en ese entonces eran los caballos y carretas de cañas de azúcar.
Al pasar los años, Hato Viejo crecía en habitantes y desarrollo, el año 2003 fue el año en donde Hato Viejo empezó a desarrollar de una manera rápida y creciente, con el asfalto de la carretera principal en el gobierno de Hipólito Mejía, esto trajo consigo mecanismos de transporte más eficientes, lo que provocó la emigración de personas a la ciudad de Santo Domingo en búsqueda de nuevas fuentes de ingresos. Estas nuevas fuentes de ingresos provocaron el desarrollo económico de sus pobladores, y el emprendimiento de negocios hasta entonces inexistentes en la zona de Hato Viejo.
En el año 2004, gracias al desarrollo experimentado por Hato Viejo, este pasó a ser de un simple campo, a un Distrito Municipal. Hoy día Hato Viejo, sigue desarrollándose con sueños en el futuro de llegar a pasar a ser un Municipio.

## Comunidades que conforman el distrito municipal de Hato Viejo
El distrito municipal de Hato Viejo, está conformado por ocho comunidades principales, las cuales son:
- Comunidad de Estorga
- Comunidad de la Garza
- Comunidad de la Catalina
- Comunidad Hato viejo 2
- Comunidad Hato viejo 3
- Comunidad La Gina
- Comunidad El limón
- Comunidad kilómetro 36

### Comunidad de Estorga
Es la principal comunidad del distrito municipal de Hato viejo, es la comunidad más poblada, la más conocida y mejor urbanizada de todo el distrito municipal de hato viejo, en esta comunidad, se encuentran las principales instituciones públicas de servicios comunitarios de hato viejo, entre ellas podemos mencionar: el Politécnico Madre Laura, el centro de Salud Madre Laura, la Junta del distrito municipal de Hato Viejo, entre otras instituciones más. Además es el lugar donde se encuentra la Parroquia Santo Cruz de Estorga. Estorga fue el lugar donde fue a vivir el fundador de Hato Viejo, Juan Concepción. Muchas personas no residentes en el distrito Municipal de Hato Viejo, llaman a este distrito municipal, por el nombre de Estorga.

## Educación
Hato Viejo está muy bien equipado con centros educativos que fortalecen la educación de niños y adolescentes tanto de este distrito municipal como también de zonas aledañas y el Municipio de San Antonio de Guerra.
Este distrito municipal cuenta con tres Centros educativos:
- El principal: Politécnico Madre Laura el cual cuenta con tres modalidades técnicas, tales como Contabilidad, Enfermería e Informática.
- Secundario: Escuela Primaria Hato Viejo 2
- Terciario: Preescolar Santa Catalina.

## Servicios básicos

### Agua potable
El distrito municipal de Hato Viejo por la gran cantidad de agua subterránea que posee, La CAASD ha construido 9 pozos en este distrito que suministran agua potable no solo a todo este distrito sino también al Municipio de San Antonio de Guerra.

### Energía eléctrica
La energía eléctrica es suministrada por la Corporación dominicana de empresas eléctricas estatales CDEEE.

## Infraestructuras

### Puentes

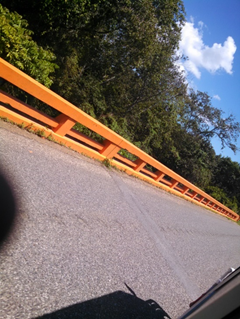

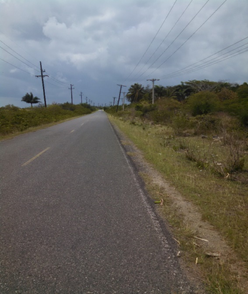

El distrito Municipal de Hato Viejo cuenta con dos puentes que cruzan por dos ramas del Río Brujuela, los cuales son llamados puentes, El Limón & El Puente de Hato Viejo 3.

### Carreteras
La carretera Hato Viejo es la ruta principal del distrito municipal, habiendo sido asfaltada por el gobierno de Hipólito Mejía en el 2003. Actualmente permite que los habitantes del distrito puedan desplazarse a la ciudad de Santo Domingo.

## Centros de recreación

### Parques

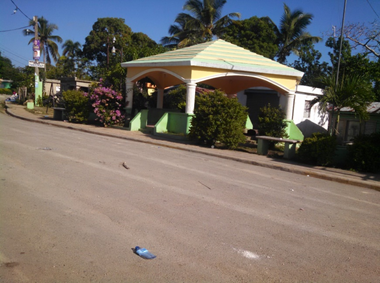

El distrito cuenta con tres parques que son de recreación para sus habitantes los cuales son: El parque del 3, El parque del 2, y el Parque Estorga.

### Canchas de baloncesto
El distrito municipal cuenta con dos canchas públicas de recreación, una en la comunidad de Hato Viejo 3 y otra en la comunidad de Estorga. Además habrá una tercera cancha la comunidad de la catalina.

## Centros de culto
En hato viejo existen variedades de iglesias, en donde encontramos la iglesia católica, la iglesia adventista, la iglesia evangélica, en donde sus habitantes se acercan a Dios.

### Iglesia católica
La iglesia católica está representada por 3 iglesias: la principal se encuentra en la comunidad de Estorga, llamada Parroquia Santo Cruz de Estorga; otra está ubicada en la comunidad de la Garza, llamada Capilla María Inmaculada; y la tercera está en la comunidad de la catalina, llamada Santa Catalina.

### Otras iglesias
Existe una gran cantidad de iglesias evangélicas y una adventista en todo el distrito municipal de Hato viejo.
- Datos: Q48781503